# ليونارد جيروم
ليونارد جيروم (بالإنجليزية: Leonard Jerome)‏ هو رائد أعمال أمريكي، ولد في 3 نوفمبر 1817 في Pompey, New York ‏ في الولايات المتحدة، وتوفي في 3 مارس 1891 في برايتون في المملكة المتحدة.